# Godofredo de Lichtenberg
Gottfried von Lichtenberg (19 de noviembre de 1877-Esternay, 9 de septiembre de 1914) fue un noble y militar alemán, hijo morganático del príncipe Guillermo de Hesse.

## Biografía
Gottfried fue hijo de Guillermo de Hesse y Josephine Bender (desde 1884, Josephine von Lichtenberg). Sus padres había contrajeron matrimonio morganático el 24 de febrero de 1884. Meses después, el 15 de abril de 1884, Luis IV elevó a Josefine a la nobleza del gran ducado de Hesse con el título de señora de Lichtenberg (Frau von Lichtenberg), así como al propio Gottfried que sería conocido desde entonces como Gottfried von Lichtenberg. El nombre de Lichtenberg correspondía a un antiguo señorío integrado en el condado de Hanau que había finalizado en la casa de Hesse.
En su juventud Gottfried eligió la carrera militar ingresando en el ejército prusiano, en el que su padre había ingresado también de joven.
En 1900 quedó huérfano de padre. El año siguiente contrajo matrimonio con 1901 con Elisabeth Müller (1880-1961).
Combatió en la Primera Guerra Mundial, muriendo como consecuencia de las heridas de la contienda en la localidad francesa de Esternay, en los primeros días de ese conflicto.
Gottfried fue enterrado en el mausoleo familiar en Rosenhöhe (Darmstadt)

## Matrimonio y descendencia
De su matrimonio con Elisabeth Müller, tuvo un hijo:
- Gottfried von Lichtenberg (1902-1958), casado en 1942 en Charlottenburg con Traute-Irmgard Knispel (1921-), que tuvieron a Alexandra von Lichtenberg  (1946-) casada en 1971 con Reiner de Neufville.